# Herz (Lebensmittel)

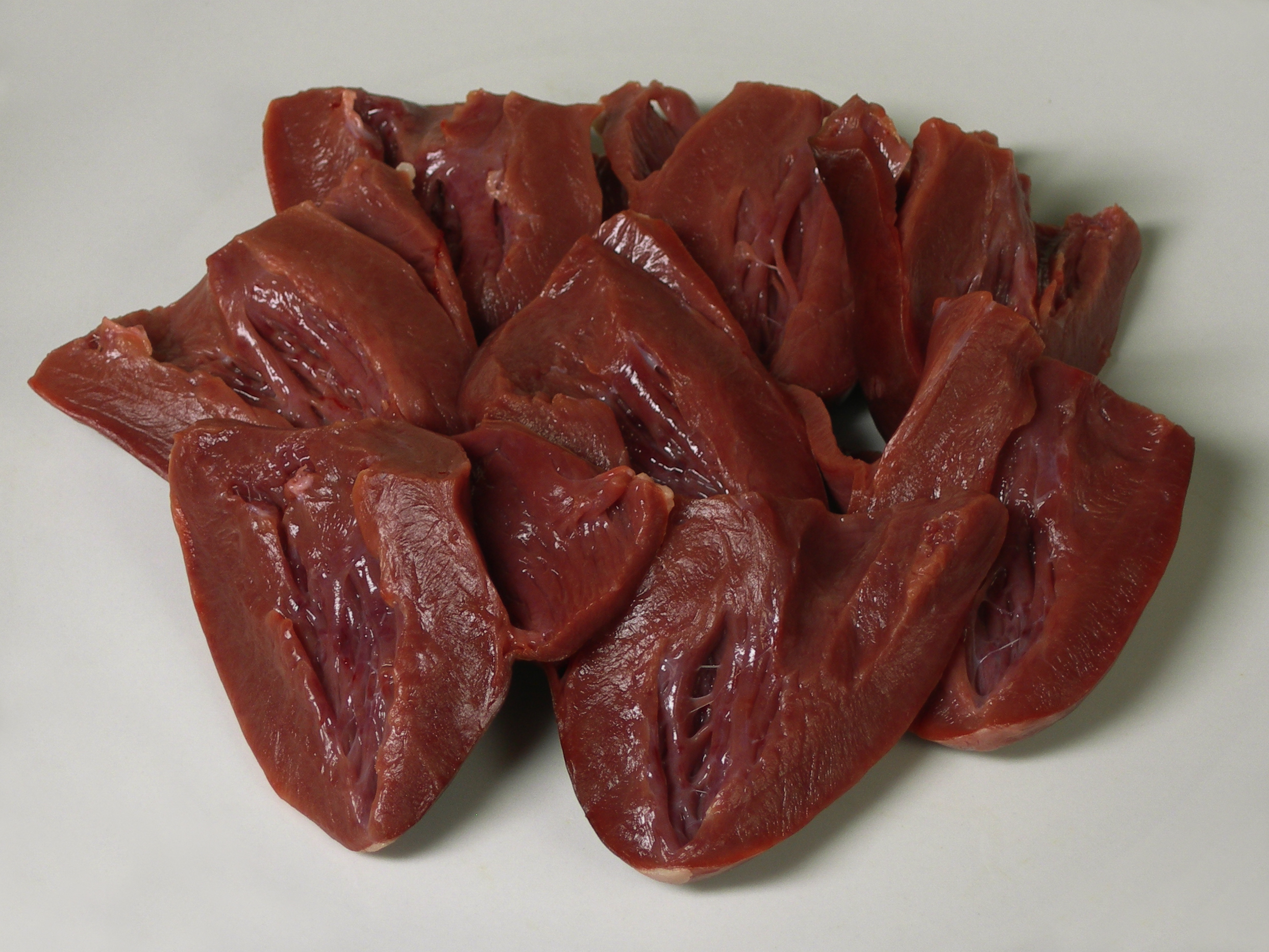
Halbierte und geputzte Putenherzen

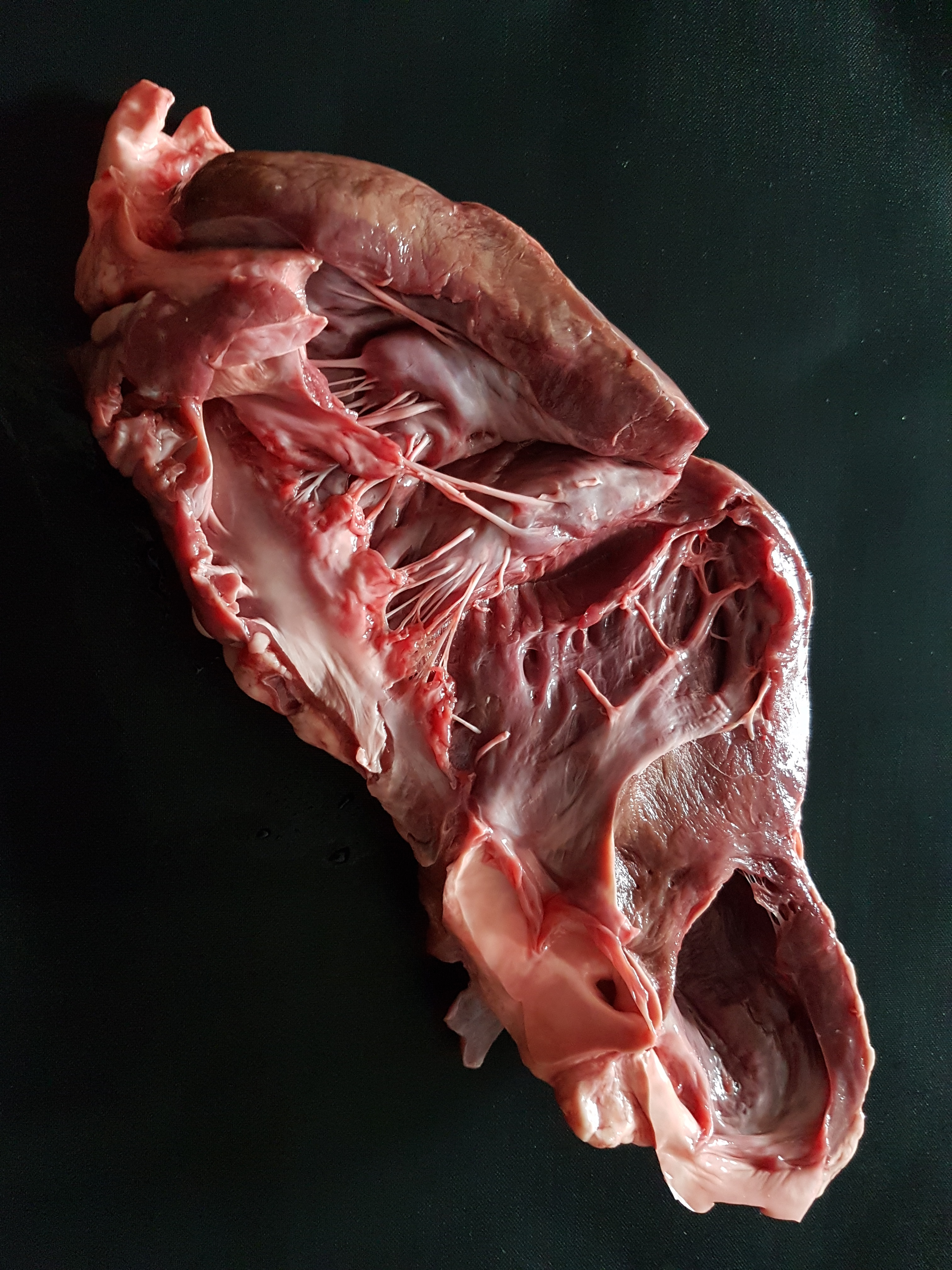
Vorbereitetes Kalbsherz ohne Herzklappen

Herz gehört zu den wertvollsten Innereien. Es besteht überwiegend aus dunklem Muskelfleisch, das „normalem“ Muskelfleisch mehr ähnelt als der glatten Muskulatur anderer innerer Organe, und schmeckt daher nicht „nach Innereien“. Sein kräftiger Geschmack erinnert eher an Wild, da das Herz, anders als die übrige Muskulatur, auch bei Stalltieren ständig in Bewegung ist. Gebraten oder geschmort ist es zugleich fest und mürbe. Herz ist reich an Vitaminen und Mineralstoffen. Der Cholesteringehalt ist relativ hoch.
Das feinste Herz stammt von Kalb und Lamm, aber auch Geflügel-Herzen sind für Ragouts gut geeignet. Schweinsherzen werden dagegen meistens zu Wurst verarbeitet.
Zur Vorbereitung sollten die Herzen halbiert und gewässert, Adern und Blutreste entfernt und schließlich die harten Teile (der Klappenapparat) im oberen Bereich herausgeschnitten werden.
Siehe auch: Herz (medizinisch-biologisch)